# Apodocreedia vanderhorsti
Apodocreedia vanderhorsti és una espècie de peix de la família dels creèdids i l'única del gènere Apodocreedia.

## Etimologia
Apodocreedia prové dels mots grecs apodos (sense peus) i kreesi, kreas (algú que rep o guarda carn).

## Descripció
El cos, semblant morfològicament al d'una anguila, fa 8 cm de llargària màxima i és de color blanc argentat. Absència d'espines a les aletes dorsal i anal. 36-40 radis tous a l'única aleta dorsal, 33-36 a l'anal i 12-13 a les pectorals. Absència d'aleta adiposa. Línia lateral no interrompuda i amb 56-58 escates.

## Alimentació
El seu nivell tròfic és de 3,25.

## Hàbitat i distribució geogràfica
És un peix marí, bentopelàgic (fins als 16 m de fondària) i de clima subtropical, el qual viu a l'Índic occidental: les aigües costaneres i sorrenques des de la badia Delagoa (Moçambic) fins a Durban (Sud-àfrica). La seua àrea de distribució geogràfica total és de 822 km².

## Estat de conservació
A causa de la seua preferència per les aigües costaneres poc fondes, és probable que estigui afectat pel desenvolupament costaner i la contaminació de l'aigua. A més, és una captura incidental en la pesca de la gamba. Hi ha hagut una disminució significativa de les poblacions d'aquesta espècie, per la qual cosa cal una major investigació i monitoratge de les seues amenaces potencials per determinar a quina velocitat està minvant i tractar de revertir el procés.

## Observacions
És inofensiu per als humans i el seu índex de vulnerabilitat és baix (10 de 100).